# Сходи (мінісеріал)
Сходи (англ. The Staircase) — американський телевізійний мінісеріал про реальну кримінальну драму, створений Антоніо Кампосом, та заснований на однойменних документальних кримінальних серіалах 2004 року, створених Жаном-Ксав'єром де Лестрадом. У серіалі знявся Колін Ферт у ролі Майкла Петерсона, письменника, засудженого за вбивство своєї дружини Кетлін Петерсон (Тоні Коллетт), яку знайшли мертвою внизу сходів у їхньому домі. Прем'єра серіалу відбулася на HBO Max 5 травня 2022 року.

## Сюжет
Майкла Петерсона, автора кримінальних романів, звинувачують у вбивстві своєї дружини Кетлін після того, як її знайшли мертвою на сходах їхнього будинку. Поки триває розслідування, родина втягнута в бурхливу судову битву. Тим часом історією зацікавилася команда французьких документалістів.

## Актори та персонажі

### Головна
- Колін Ферт — Майкл Петерсон, романіст, що живе в Даремі. Його фінанси та особисте життя стають центром розслідування та документального фільму.
- Тоні Коллетт у ролі Кетлін Петерсон, його другої дружини та матері Кейтлін. Вона була владним керівником, її любили сім'я та громада.
- Майкл Штульбарг — Девід Рудольф, адвокат Майкла
- Дейн ДеХаан у ролі Клейтона Петерсона, старшого сина Майкла Петерсона від першого шлюбу, який має власні юридичні проблеми з минулого
- Олівія ДеДжонг — Кейтлін Етватер, дочка Кетлін від першого шлюбу. Спочатку вона підтримує вітчима.
- Патрік Шварценеггер у ролі Тодда Петерсона, молодшого сина Майкла від першого шлюбу
- Софі Тернер у ролі Маргарет Ретліфф, дочки Майкла, яку він усиновив після смерті її біологічних батьків
- Одеса Янг — Марта Ретліфф, інша прийомна дочка Майкла
- Розмарі ДеВітт — Кендіс Хант Замперіні, сестра Кетлін
- Тім Гіні в ролі Білла Петерсона, брата Майкла
- Паркер Поузі — Фреда Блек, прокурор округу Дарем
- Жюльєт Бінош у ролі Софі Брюне, редактора оригінального документального фільму
- Вінсент Верміньйон у ролі Жана-Ксав'є, режисера оригінального документального фільму

## Виробництво

### Зйомки
Основні зйомки серії розпочалися 7 червня 2021 року в Атланті, штат Джорджія, і мали завершитися в листопаді 2021 року.

## Рецензії
Серіал отримав схвальні відгуки від критиків із похвалою про гру Ферта. Веб-сайт агрегатор оглядів Rotten Tomatoes повідомив про 95 % схвалення із середнім рейтингом 7,80/10 на основі 56 рецензій критиків. Консенсус критиків веб-сайту говорить: "Сходи не несуть багато сюрпризів для тих, хто вже близько знайомий з оригінальним документальним фільмом, але ця екранізація привносить свіжий погляд і структуру в таємницю — разом із чудовою грою Коліна Ферта ". Тим часом Metacritic, який використовує середньозважену оцінку, поставив оцінку 80 зі 100 на основі 28 критиків, вказуючи на «загалом схвальні відгуки».
Члени оригінальної документальної групи розкритикували серіал, а творець Жан-Ксав'є де Лестрад заявив, що почувається «дуже некомфортно, тому що я відчуваю, що мене зрадили». Команда оригінального документального фільму, зокрема, розкритикувала серіал за спотворення стосунків між Софі Брюне та Петерсоном, за припущення, що команда зробила редакційний вибір, щоб зобразити Петерсона більш симпатичним чином, і за неправдиве приписування роботи, виконаної продюсером Еллісон Лучак, Денису Понсе. Девід Рудольф також висловив занепокоєння щодо фактичної точності серіалу, сказавши, що в перших п'яти епізодах, які він бачив, «багато речей є неточними, оманливими та відверто неправдивими». Крім того, Петерсон розкритикував серіал, заявивши, що його не поінформували про те, що серіал знімається, і звинуватив де Лестрейда в тому, що він продав історію HBO.